# Вильгельм (герцог Юлих-Бергский)
Вильгельм Юлих-Клеве-Бергский (Вильгельм I Клевский, Вильгельм V Юлих-Бергский), известный как Вильгельм Богатый (нем. Wilhelm der Reiche) (28 июля 1516 — 5 января 1592), был герцогом Юлих-Клеве-Берга (1539–1592).

Вильгельм родился и умер в Дюссельдорфе. Он был единственным сыном Иоганна III, герцога Юлих-Клеве-Бергского, и Марии, герцогини Юлих-Бергской. Вильгельм унаследовал владения своего отца ( герцогство Клеве и графство Марк) после его смерти в 1539 году. Деспите его мать дожила до 1543, Уильям стал герцогом Берга, Юлиха и графом Равенсберга.

## Биография
Гуманистическое образование Вильгельма было поставлено под руководством Конрада Гересбаха. Вильгельм, в свою очередь, в 1545 году построил гуманистическую гимназию в Дюссельдорфе. Он пытался поддерживать эразмианскую церковь, но мало что сделал для того, чтобы остановить распространение лютеранства среди населения. После 1554 года Вильгельм назначил лютеранского проповедника для обучения своих сыновей.
С 1538 по 1543 год Вильгельм владел соседним герцогством Гелдерн как наследник своих дальних родственников, герцогов Эгмондских. Император Карл V заявил права на это герцогство, поскольку герцоги продали своё право наследования, и Вильгельм пытался его отстоять. Он заключил договор с королём Франции, женился на Жанне д’Альбре и с этой поддержкой осмелился бросить вызов императору. Вскоре он узнал, что французы и пальцем не пошевелили, чтобы помочь ему, и был подавлен и вынужден сдаться. В соответствии с Венским договором (1543), заключённым по итогам этой войны, Гельдерн и графство Зютфен были переданы Карлу V, императору Священной Римской империи, и объединены с Нидерландами Габсбургов.
Затем Вильгельм попытался укрепить свои унаследованные территории и запустил впечатляющий проект развития наиболее важных городов. Все три герцогства получили новые главные крепости в качестве основных опорных пунктов, поскольку старые средневековые укрепления оказались бессильны против артиллерии. Города Юлих, Дюссельдорф и Орсой  крепостями герцогств Юлих, Берг и Клеве соответственно, а Юлих и Дюссельдорф превратились в резиденции. Для выполнения этой задачи был нанят известный итальянский архитектор Алессандро Паскуалини из Болоньи, который уже провел впечатляющую демонстрацию своего мастерства в Нидерландах. Он составил планы укреплений и дворцов, от которых до сих пор сохранились некоторые следы, особенно в Юлихе, где главной достопримечательностью является цитадель (построенная в 1548-1580 годах), а также сохранившиеся части дворца эпохи Возрождения.
Сестра Вильгельма, Анна Клевская, в течение шести месяцев была четвертой женой короля Англии Генриха VIII.

## Браки и потомки
14 июня 1541 года, когда Жанне д’Альбре (1528–1572), наследнице Наварры, было всего 12 лет, Вильгельм женился на ней. Этот политический брак был расторгнут папской буллой 12 октября 1545 года.
18 июля 1546 года Вильгельм женился на Марии Австрийской (1531–1581), дочери императора Священной Римской империи Фердинанда I и Анны Богемской и Венгерской. У них родились следующие дети:
1. Мария Элеонора (25 июня 1550 — 1608) вышла замуж за Альберта Фридриха, герцога Пруссии.[3]
2. Анна (1 марта 1552 — 1632), вышла замуж за Филиппа Людвига, графа Палатина Нейбургского[3]
3. Магдалина (1553-1633), вышла замуж за Иоанна I, графа Палатина Цвайбрюккенского (брата Филиппа Луи)[3]
4. Карл Фридрих (1555–1575), наследный принц; умер в возрасте 20 лет.
5. Елизавета (1556-1561)
6. Сибилла (1557–1627) вышла замуж за Карла, маркграфа Бургау, внебрачного сына Фердинанда II, эрцгерцога Австрийского, и Филиппины Вельзер[3]
7. Иоганн Вильгельм (28 мая 1562 — 25 марта 1609), епископ Мюнстерский, герцог Юлих-Клеве-Бергский, граф де ла Марк, граф Равенсбергский, лорд Равенштейнский. В 1585 году он женился на Якобеи Баденской (умерла в 1597 году), дочери Филиберта, маркграфа Баден-Баденского. Во втором браке он женился на Антонии Лотарингской (умерла в 1610 году), дочери Карла III, герцога Лотарингского.